# Підтибоцьке сільське поселення
Підтибо́цьке сільське поселення (рос. Подтыбокское сельское поселение) — муніципальне утворення у складі Корткероського району Республіки Комі, Росія. Адміністративний центр та єдиний населений пункт — селище Підтибок.

## Населення
Населення — 982 особи (2017, 1124 у 2010, 1440 у 2002, 1926 у 1989).